# Мотойосі Мівако
Мотойосі Мівако (21 грудня 1960) — японська синхронна плавчиня.
Призерка Олімпійських Ігор 1984 року.
Призерка Чемпіонату світу з водних видів спорту 1982 року.